# 마차초등학교 문곡분교
마차초등학교 문곡분교는 대한민국 강원특별자치도 영월군 북면 밤재로 7 (문곡리)에 있었던 공립 초등학교이다.

## 학교 연혁
- 1933년 6월 10일 문곡공립보통학교(4년제) 설립인가
- 1938년 4월 1일 문곡공립심상소학교로 개칭
- 1941년 4월 1일 문곡공립국민학교로 개칭
- 1987년 3월 1일 덕상분교장 편입
- 1992년 3월 1일 연덕분교장 편입
- 1996년 3월 1일 덕상분교장 통합
- 1996년 3월 1일 문곡초등학교로 개칭
- 2002년 9월 1일 공기분교장 편입
- 2007년 3월 1일 마차초등학교로 편입
- 2011년 3월 1일 마차초등학교로 통폐합(75회 3,211명)